# عایشه‌گل آلدینچ
عایشه‌گل آلدینچ (به ترکی استانبولی: Ayşegül Aldinç) بازیگر و خواننده ترک است. او تحصیلات آکادمیک خود را در رشته مدیریت بازرگانی در دانشگاه آتاتورک ترکیه به اتمام رسانده و در استانبول متولد شده‌است.